# 莲交信号场
莲交信号场是韩国铁道公社的一個号志站，位于忠清北道堤川市凤阳邑，屬於中央线。

## 历史
- 1977年3月1日：开始使用。

## 邻近车站
韓国铁道公社
中央线
神林站 - 莲交信号场 - 九鹤站